# Šeḫa

Lage von Šēḫa und benachbarter Staaten

Šēḫa ist der Name eines Flusses und eines danach benannten Landes in Westanatolien während der Bronzezeit. Es entsprach grob dem antiken Lydien mit den beiden Hauptflüssen Gediz und Bakırçay, wobei unklar ist, welcher der beiden damals Šeḫa hieß. Häufig wird vom Flussland Šeḫa gesprochen. Anhand der Königsnamen wird angenommen, dass das Land von Luwiern bewohnt wurde.

## Lage
Im Süden bildeten die Gebirge Sipylos und Tmolos die Grenze zu Arzawa und Mira, im Nordwesten grenzte es möglicherweise an Wiluša. Die Grenzen nach Norden und Osten sind unklar, erwogen wird, dass im Norden Maša an Šeḫa grenzte, vielleicht auch Karkiša, das manchmal aber auch mit dem antiken Karien verbunden wird.
Das Šeḫa angeschlossene Land Appawiya dürfte wohl mit der antiken Landschaft Abbaïtis in Mysien identisch sein. Zu Šeḫa gehörte auch die Insel Lazpa (Lesbos).

## Geschichte
Šeḫa wird erstmals im 14. Jahrhundert v. Chr. in Zusammenhang mit den Feldzügen von Tudḫaliya I. gegen Wiluša genannt. Der erste bekannte König war Muwawalwi (luw. „Kraftlöwe“). Dessen Sohn Manapa-Tarḫunta (luw. „Tarḫunt sieht ihn“) wurde von seinen Brüdern vertrieben und Ura-Tarḫunta (luw. „Tarḫunt ist groß“) übernahm die Herrschaft. Manapa-Tarḫunta floh ins Land Karkiša und erhielt darauf Asyl beim hethitischen König, mit dessen Unterstützung er den Thron wiedererlangte. Als die Hethiter unter Muršili II. das Land Arzawa angriffen, verbündete sich Manapa-Tarḫunta mit König Uḫḫa-ziti von Arzawa. Nach der Unterwerfung von Arzawa wurde dieses in die Länder Mira-Kuwaliya und Ḫaballa aufgeteilt. Das Land Šeḫa-Appawiya wurde wie jene als Vasallenstaat ins hethitische Reich eingegliedert. Manapa-Tarḫunta blieb weiterhin König, nachdem seine Mutter und die Greisinnen und Greise von Šeḫa um Schonung ihres Landes baten. Gegen Ende seiner Herrscherzeit überfiel der arzawanische Prinz Piyamaradu die zu Šeḫa gehörige Insel Lazpa und verschleppte königliche Handwerker nach Millawanda, das dem König von Aḫḫijawa unterstand. Dies führte zu Spannungen zwischen dem hethitischen König und dem König von Aḫḫiyawa.
Mašturi, der Nachfolger von Manapa-Tarḫunta, wurde enger ans Reich gebunden, indem ihm Maššana-uzzi (luw. „Götterwunsch“), die Schwester des hethitischen Königs Muwatalli II., zur Ehe gegeben wurde. Bei der Usurpation des hethitischen Thrones durch Ḫattušili III. war Mašturi einer seiner wichtigsten Parteigänger. Nach seinem Tode scheint Tarḫunnaradu (auch Tarḫuna-radu) den Thron von Šeḫa usurpiert und gegen das Hethiterreich rebelliert zu haben. Der hethitische Großkönig Tudḫalija IV. besiegte laut einem hethitischen Dokument (KUB 23.13) Tarḫunnaradu, der sich Unterstützung durch Aḫḫijawa erhoffte, die jedoch ausblieb, und deportierte ihn nach Arinna. Als neuer Herrscher wurde ein „Nachkomme von Muwawalwi“ über Šeḫa eingesetzt. Spätere Zeugnisse über das Land fehlen.

### Königsliste
- Muwawalwi (ca. 1350 v. Chr.)
- Ura-Tarḫunta (ca. 1330 v. Chr.); Sohn von Muwawalwi
- Manapa-Tarḫunta (ca. 1300 v. Chr.); Sohn von Muwawalwi
- Mašturi (ca. 1275 v. Chr. bis nach ca. 1237 v. Chr.); Gatte von Maššana-uzzi, Schwester von Muwatalli II.
- Tarḫunnaradu (ca. 1230 v. Chr.); Usurpator
- Nachkomme Muwawalwis unbekannten Namens (ab ca. 1230(?) v. Chr.)